# HMS Cachalot (N83)
«Кашалот» (N83) (англ. HMS Cachalot (N83) — військовий корабель, підводний човен/підводний мінний загороджувач типу «Грампус» Королівського військово-морського флоту Великої Британії часів Другої світової війни.

## Історія створення
«Кашалот» був закладений 12 травня 1936 року на верфі компанії Scotts Shipbuilding and Engineering Company, Грінок. 15 серпня 1938 увійшов до складу Королівських ВМС Великої Британії.